# 일물일가의 법칙
일물일가의 법칙(一物一價의法則, law of one price)은 효율적인 시장에서 모든 개별적인 상품은 하나의 고정적인 가격을 지녀야 한다는 내용의 법칙이다. 한 상품에 부여된 가격이 자유 무역을 가능케 하고 세계적으로도 동일한 가격에 동일한 상품이 거래될 수 있기 때문이다. 따라서 이는 동일한 상품 시장일 경우 가격이 동일하게 정해진다는 것을 뜻한다.
본능적으로 이 법칙은 공급자는 최대한 비싸게, 소비자는 최대한 싸게 사려는 심리에 기인한다. 따라서 특정 상품이 비싸다면 그 상품은 시장에서 밀려나게 될 것이므로 공급자의 가격이 낮춰져 가격점이 생겨날 것이라는 것을 의미한다.
일물일가의 법칙은 구매력평가설(PPP)의 근간이 된다.

## 같이 보기
- 동일노동 동일임금
- 가격
- 가격 차별
- 탐색이론
- 수요와 공급